# 群馬県立高崎商業高等学校
群馬県立高崎商業高等学校（ぐんまけんりつたかさきしょうぎょうこうとうがっこう）は、群馬県高崎市にある公立商業高等学校。県内最古の商業高校である。男女共学。略称は高商。硬式野球部は甲子園出場の常連であり、夏の甲子園出場が多いことから夏の高商と呼ばれている。最近では2009年春（第81回）にライバルの前橋商業とともに出場している。

## 沿革
出典
- 明治35年（1902年）11月 - 高崎市立商業補習学校として開校。

- 明治41年（1908年）5月 - 高崎市立甲種商業学校と改称。
- 大正7年（1918年）4月 - 群馬県立高崎商業学校と改称。
- 昭和23年（1948年）4月 - 群馬県立高崎商業高等学校となる。
- 平成14年（2002年）11月 - 100周年記念式典を挙行。
- 平成24年（2012年）7月- 桐生商を破り、11度目の夏の甲子園出場を決める。
- 令和4年（2022年）12月 - 120周年記念式典を挙行。

## 概要
全日制と定時制がある。全日制は流通ビジネス科、国際ビジネス科、情報ビジネス科の3つの学科からなる。ただし、入試に際してはくくり募集が行われており、入学時には単に商業科として入学し、2学年進学時にそれぞれのコースに分かれる。定時制は商業科のみとなっている。

## 学科
- 全日制課程
  - 商業科
    - 流通ビジネス科
    - 国際ビジネス科
    - 情報ビジネス科
- 定時制課程
  - 商業科

## 著名な出身者
- JOY (ファッションモデル)
- 内田翔 - 水泳選手
- 篠崎浩子 - 砲丸投選手
- 久保田圭一 - サッカー選手
- 水野利夫 - 短距離走選手
- 大須賀亮照 - 空手道指導者
- 松井常松 - ミュージシャン
- 吉野秀雄 - 歌人
- 富沢美智恵 - 声優
- NAOMI - 歌手
- 新井秀和 - アナウンサー
- 石坂巌 - 経営学者、慶應義塾大学名誉教授
- 小林太三郎 - 経営学者、早稲田大学名誉教授、日本広告学会元会長
- 田村栄太郎（中退）- 民間史学者
- 沼賀健次 - 元高崎市長
- 牛久保海平 - サンデン創業者

野球
- 富岡潤一
- 相原守
- 綱島新八
- 笹原恵通郎
- 吉田英司
- 飯田正男
- 堤雅貴

ラグビー
- 豊前貴士
- 小野雄貴
- 吉田英之

## その他
- 校章が利根商業のものと似ているが、校章制定は高商の方がはるかに早く、歴史がある。一橋大学もこれと似た校章である。
- 野球の応援では、チャンス時などに応援歌の他に『ハリスの旋風』と呼ばれる歌が歌われる。その際、かつて『珠算』の授業で使われていた『大きなソロバン』を肩に担ぎながら、「カチカチ」と音を鳴らしながら応援する。これは試合に「勝ち勝ち」の意味もあり、高商独自の応援として定着しており、群馬の夏の高校野球名物である。
- 学校の図書室は夏期休業中に一般開放され、保護者や近隣住民は蔵書の閲覧、貸し出しが可能である。

## 交通
- 井野駅又は高崎問屋町駅から徒歩20分
- 高崎市内循環バスぐるりん京ヶ島線「高崎商業高校入口 」又は「高崎商業高校東」から徒歩3分